# Cacao Bajo
Cacao Bajo es un barrio ubicado en el municipio de Patillas en el estado libre asociado de Puerto Rico. En el Censo de 2010 tenía una población de 1437 habitantes y una densidad poblacional de 210,8 personas por km².

## Geografía
Cacao Bajo se encuentra ubicado en las coordenadas 17°59′47″N 66°1′38″O / 17.99639, -66.02722. Según la Oficina del Censo de los Estados Unidos, Cacao Bajo tiene una superficie total de 6.82 km², de la cual 6.26 km² corresponden a tierra firme y (8.13%) 0.55 km² es agua.

## Demografía
Según el censo de 2010, había 1437 personas residiendo en Cacao Bajo. La densidad de población era de 210,8 hab./km². De los 1437 habitantes, Cacao Bajo estaba compuesto por el 57.69% blancos, el 21.85% eran afroamericanos, el 0.49% eran amerindios, el 15.1% eran de otras razas y el 4.87% pertenecían a dos o más razas. Del total de la población el 98.61% eran hispanos o latinos de cualquier raza.